# Nina Borowska
Nina Borowska (ur. 15 stycznia 1922 w Chersoniu, zm. 13 sierpnia 1953 w Poznaniu) – polska filolożka i lituanistka.
Ukończyła Polskie Gimnazjum im. Adama Mickiewicza w Kownie. W 1951 ukończyła studia na Uniwersytecie Poznańskim (magister filologii słowiańskiej). Była asystentką w Zakładzie Fonografii, a następnie w Katedrze Filologii Bałtyckiej Uniwersytetu Poznańskiego. Publikowała na łamach Lingua Posnaniensis. Została pochowana na Cmentarzu Junikowo w Poznaniu.
Najważniejsze prace naukowe:
- Wpływy słowiańskie na litewską terminologię kościelną - w dziele ustaliła chronologię rozprzestrzeniania się chrześcijaństwa na Litwie,
- Redonblament des mots dans la poésie populaire Russe - stwierdziła niezauważone wcześniej sposoby powstawania wyrazów w językach słowiańskich,
- Budowa litewskich imion osobowych - przedstawiła nieznane wcześniej sposoby kształtowania się imion w języku litewskim,
- Przegląd podstawowych właściwości języka litewskiego w oparciu o teksty utworów na płytach (wspólnie z Janem Otrębskim).